# Maragall i la Setmana Tràgica
Maragall i la Setmana Tràgica és una obra de Josep Benet i Morell de l'any 1961, publicada per primer cop 1963 i que és considerada una de les principals obres de la historiografia catalana del segle xx, i una obra de referència per entendre els fets que es produïren a Barcelona a l'estiu del 1909 i, encara, la radiografia més clara per descobrir l'altura espiritual de l'intel·lectual Joan Maragall. Ja amb motiu de la seva aparició va rebre el reconeixement de personalitats culturals com Joan Fuster,
Josep Pla,
Gaziel
Josep Maria Castellet
o Joan Teixidor,
i continua essent considerada una obra de referència.
Amb aquest assaig historiogràfic, escrit en una època i un context en què l'oposició al règim franquista adopta cada cop més, com a leitmotiv, la denúncia de la burgesia, Josep Benet, que tenia Maragall com a referent en tant que intel·lectual catòlic, construeix aquest darrer com un intel·lectual en el sentit europeu del terme, com un indiscutible catalanista però també un digne dissident. Així, Maragall, amb el seu text "La Ciutat del Perdó", censurat per Prat de la Riba que va impedir-ne la publicació a "La Veu de Catalunya", apareix com una veu lliure, que trenca si cal el discurs de la seva classe social, podent ésser considerat "una figura de tot un poble". Si el fil conductor de la trajectòria política de Josep Benet fou el de posar les bases per impedir que les classes populars, com havia intentat i parcialment assolit el lerrouxisme, quedéssin desvinculades del projecte nacional català, en Maragall hi troba un referent per a tot un poble, símbol de germanor i de puresa moral.